# Seppe
Seppe est un village du district de Makondo situé dans le département de la Sanaga-Maritime et la région du Littoral au Cameroun, en pays Bassa.

## Population et développement
En 1967, la population était de 332 habitants. La population de Seppe était de 379 habitants dont 190 hommes et 189 femmes, lors du recensement de 2005.  